# Mohammed-V.-Universität
Die Mohammed-V.-Universität (arabisch جامعة محمد الخامس, DMG Ǧāmiʿat Muḥammad al-ḫāmis; französisch Université Mohammed-V; UM5) in Rabat ist die erste Universität Marokkos. Sie wurde 1957 durch einen königlichen Erlass (Dahir) gegründet.

## Geschichte
1961, vier Jahre nach ihrer Gründung, wurde die Université du Maroc nach Mohammed V. benannt, dem ersten König nach der 1956 wiedererlangten Unabhängigkeit Marokkos.
1992 wurde die Universität in zwei unabhängige Einrichtungen aufgeteilt:
- Mohammed-V.-Universität – Agdal (UM5A) mit einer naturwissenschaftlichen und einer human-, rechts- und wirtschaftswissenschaftlichen Fakultät.
- Mohammed-V.-Universität – Souissi (UM5S) mit einer medizinischen Fakultät, an der im Studienjahr 2005/2006 etwa 18.500 Studenten eingeschrieben waren.

2014 wurden die beiden Hochschule unter dem alten Namen fusioniert.

## Absolventen
- Amina Bouayach (* 1957), Menschenrechtsaktivistin
- Der derzeit regierende König Mohammed VI. (* 1963), Enkel des Namensgebers, schloss an dieser Universität 1985 sein Jurastudium ab.